# 古依相移
古依相移乃指於1890年法国物理学家 Louis Georges Gouy 证明聚焦的波束（高斯波束）在经过焦点后（从焦点一侧远场到另一侧远场），会比同频率的平面波束多获得 {\displaystyle \pi } 的相移。
具体公式为
{\displaystyle \phi _{\mathrm {G} }(z)=-\arctan {\frac {z}{z_{R}}},}
其中 {\displaystyle z_{R}} 为瑞利长度，{\displaystyle z=0} 对应高斯波束腰的位置。
非线性光学中，使用高斯波束会因为 Gouy 相移降低奇次谐波的产生效率。光学镊子在焦点附近的侧向俘获力中，Gouy 相移亦扮演角色。由 Gouy 相移易知，聚焦光束在真空中相速度会超过相应的平面波。